# Чемпионат Узбекской ССР по футболу
Чемпиона́т Узбе́кской ССР по футбо́лу (узб. Футбол бўйича Ўзбекистон ССР чемпионати) — футбольный турнир, выявлявший сильнейшие футбольные команды Узбекской ССР. Разыгрывался с 1926 года по 1991 год. В системе футбольных лиг СССР имел статус соревнования коллективов физической культуры (КФК).
С 1926 года по 1936 год проводился как «Чемпионат городов Узбекской ССР», и лишь с 1937 года как «Чемпионат Узбекской ССР».
Наиболее сильные футбольные клубы Узбекской ССР участвовали в общесоюзных чемпионатах (Высшая лига, Первая лига, Вторая лига, Вторая низшая лига). Победители чемпионата Узбекской ССР получали путёвку во Вторую низшую лигу СССР, а команды занявшие последние места выбывали в областные, районные или городские чемпионаты республики.
Преемником чемпионата Узбекской ССР является Чемпионат Узбекистана, который проводится с 1992 года, после обретения независимости Узбекистана.

## Чемпионы

### Чемпионат городов Узбекской ССР
узб. Өzbəkiston SSR şaharlari çempionati
| Год  | Чемпион                                         |
| ---- | ----------------------------------------------- |
| 1926 | Команда города Ташкента                         |
| 1927 | Команда города Ташкента                         |
| 1928 | Команда города Ташкента                         |
| 1929 | Команда города Ташкента                         |
| 1930 | Команда города Ташкента                         |
| 1931 | Чемпионат не проводился по неизвестным причинам |
| 1932 | Чемпионат не проводился по неизвестным причинам |
| 1933 | Команда города Ташкента                         |
| 1934 | Команда города Ташкента                         |
| 1935 | Команда города Ташкента                         |
| 1936 | Команда города Ташкента                         |

### Чемпионат Узбекской ССР
узб. Ўзбекистон ССР чемпионати
| Год  | Победитель |
| ---- | --- |
| 1937 | «Спартак» (Ташкент) |
| 1938 | «Спартак» (Ташкент) |
| 1939 | «Динамо» (Ташкент) |
| 1940 | Чемпионат не проводился из-за Второй мировой войны и тяжелой экономической ситуации                                                           |
| 1941 | Чемпионат не проводился из-за Второй мировой войны и тяжелой экономической ситуации                                                           |
| 1942 | Чемпионат не проводился из-за Второй мировой войны и тяжелой экономической ситуации                                                           |
| 1943 | Чемпионат не проводился из-за Второй мировой войны и тяжелой экономической ситуации                                                           |
| 1944 | Чемпионат не проводился из-за Второй мировой войны и тяжелой экономической ситуации                                                           |
| 1945 | Чемпионат не проводился из-за Второй мировой войны и тяжелой экономической ситуации                                                           |
| 1946 | Чемпионат не проводился из-за тяжелой экономической ситуации                                                                                  |
| 1947 | Чемпионат не проводился из-за тяжелой экономической ситуации                                                                                  |
| 1948 | «Полярная звезда» (Ташкент) |
| 1949 | Команда города Ташкента |
| 1950 | «Спартак» (Ташкент) |
| 1951 | «Спартак» (Ташкент) |
| 1952 | «Динамо» (Ташкент) |
| 1953 | ФШМ (Ташкент) |
| 1954 | «Динамо» (Ташкент) |
| 1955 | ОДО (Ташкент) |
| 1956 | ОДО (Ташкент) |
| 1957 | «Машиностроитель» (Ташкент) |
| 1958 | «Химик» (Чирчик) |
| 1959 | «Мехнат» (Ташкент) |
| 1960 | «Сокол» (Ташкент) |
| 1961 | «Сокол» (Ташкент) |
| 1962 | «Сокол» (Ташкент) |
| 1963 | «Сокол» (Ташкент) |
| 1964 | «Сокол» (Ташкент) |
| 1965 | «Сокол» (Ташкент) |
| 1966 | «Звезда» (Ташкент) |
| 1967 | «Ташавтомаш» (Ташкент) |
| 1968 | «Чуст» (Чуст) |
| 1969 | «Ташкабель» (Ташкент) |
| 1970 | СКА (Ташкент) |
| 1971 | «Янгиарык» (Янгиарык) |
| 1972 | «Труд» (Джизак) |
| 1973 | «Строитель» (Самарканд) |
| 1974 | «Пахтачи» (Гулистан) |
| 1975 | «Зарафшан» (Навои) |
| 1976 | «Трактор» (Ташкент) |
| 1977 | «Хива» (Хива) |
| 1978 | «Хорезм» (Багат) |
| 1979 | «Хисар» (Шахрисабз) |
| 1980 | Чемпионат не проводился по неизвестным причинам. Возможная причина — траур в связи с авиакатастрофой футбольного клуба «Пахтакор» в 1979 году |
| 1981 | «Экспресс» (Самарканд) |
| 1982 | «Бешкент» (Бешкент) |
| 1983 | «Целинник» (Турткуль) |
| 1984 | «Хорезм» (Ханка) |
| 1985 | «Шахтёр» (Ангрен) |
| 1986 | «Трактор» (Ташкент) |
| 1987 | «Автомобилист» (Коканд) |
| 1988 | «Сельмашевец» (Чирчик) |
| 1989 | «Нурафшон» (Бухара) |
| 1990 | «Нарын» (Хаккулабад) |
| 1991 | «Политотдел» (Дустлик) |